# Aston Martin DB2/4
Aston Martin DB2/4 – sportowy samochód osobowy produkowany przez brytyjską firmę Aston Martin w latach 1953–1957. Dostępny jako 2-drzwiowe coupé lub 2-drzwiowy kabriolet. Następca modelu DB2. Do napędu samochodu używano silników R6 o pojemności 2,7 lub 2,9 litra. Moc przenoszona była na oś tylną poprzez 4-biegową manualną skrzynię biegów. Samochód został zastąpiony przez model DB Mark III.

## Dane techniczne

### Silnik
- R6 2,9 l (2922 cm³), 2 zawory na cylinder, DOHC
- Układ zasilania: gaźnik
- Średnica × skok tłoka: 83,00 mm × 90,00 mm
- Stopień sprężania: 8,2:1
- Moc maksymalna: 142 KM (104,4 kW) przy 5000 obr./min
- Maksymalny moment obrotowy: 241 N•m przy 3000 obr./min

### Osiągi
- Przyspieszenie 0-80 km/h: 8,2 s
- Przyspieszenie 0-100 km/h: 10,5 s
- Przyspieszenie 0-160 km/h: 30,0 s
- Czas przejazdu ¼ mili: 17,9 s
- Prędkość maksymalna: 191 km/h
- Średnie zużycie paliwa: